# Rhinomusca brucei
Rhinomusca brucei är en tvåvingeart som beskrevs av Malloch 1932. Rhinomusca brucei ingår i släktet Rhinomusca och familjen husflugor.
Artens utbredningsområde är Kenya. Inga underarter finns listade i Catalogue of Life.